# Áreas naturales protegidas de Nuevo León
Un Área Natural Protegida (ANP) es una zona del territorio estatal dentro de la cual; por decreto del gobernador, se conservan, protegen; y dado el caso, se recuperan los valores biológicos, ecológicos y físicos, para asegurar la continuidad de sus procesos naturales.
En el decreto emitido por el entonces gobernador Fernando Canales Clariond el 24 de noviembre de 2000, se determinaron 23 Áreas Naturales Protegidas dentro del Estado de Nuevo León, creándose el Sistema Estatal de Áreas Naturales Protegidas, que se encarga del manejo y conservación de las ANPs, adicionalmente en el decreto publicado el 14 de enero de 2002 se incluyeron 3 áreas más para proteger poblaciones de perrito de la pradera (Cynomys mexicanus) en Galeana, y el 1 de octubre de 2003 se redelimitó el ANP Cerro Picachos para ampliar su protección, creándose el ANP Sierra Picachos, en el 2005 se crea el ANP Cerro del Obispado, en 2008 se crea la ANP Parque Lineal Río Santa Catarina en y 2009 la ANP Parque Ecológico La Pastora.
En el estado hay 32 Áreas Naturales Protegidas, 29 estatales y 3 federales.
| Nombre                                    | Extensión (Has) | Tipo    | Municipio                                                                                         | Fecha decreto                       | Vegetación |
| ----------------------------------------- | --------------- | ------- | ------------------------------------------------------------------------------------------------- | ----------------------------------- | --- |
| Vaquerías                                 | 1,120.86        | Estatal | Terán                                                                                             | 24/11/2000                          | Matorral Espinoso Tamaulipeco                                                                                           |
| Trinidad y Llano Salas                    | 2,009.02        | Estatal | Aramberri                                                                                         | 24/11/2000                          | Vegetación Halófila |
| Sierra Las Mitras                         | 3,357.04        | Estatal | Santa Catarina, Monterrey, García, San Pedro                                                      | 24/11/2000                          | Matorral desértico rosetófilo, Matorral Submontano, Chaparral, Bosque de Quercus, Bosque de Quercus-Pinus               |
| Sierra El Fraile y San Miguel             | 23,492.62       | Estatal | García, Mina, Hidalgo, Abasolo, Escobedo, El Carmen                                               | 24/11/2000                          | Matorral Desértico, Matorral Submontano, Bosque de Encino, Bosque de Pino, Bosque de Encino-Pino, Bosque de Pino-Encino |
| Sierra Corral de los Bandidos             | 1,167.50        | Estatal | García                                                                                            | 24/11/2000                          | Matorral desértico rosetófilo                                                                                           |
| Sierra Cerro de la Silla                  | 10,610.44       | Estatal | Allende, Cadereyta, Santiago, Guadalupe, Juárez                                                   | 24/11/2000                          | Matorral Submontano, Bosque de Quercus, Selva Baja Subperennifolia                                                      |
| Santa Marta de Abajo                      | 20.51           | Estatal | Zaragoza                                                                                          | 24/11/2000                          | Bosque de Quercus |
| Sandia El Grande                          | 1,881.39        | Estatal | Aramberri                                                                                         | 24/11/2000                          | Matorral desértico rosetófilo                                                                                           |
| San Juan y Puentes                        | 18.06           | Estatal | Aramberri                                                                                         | 24/11/2000                          | Bosque de Juniperus |
| San Elías                                 | 659.12          | Estatal | Mier y Noriega                                                                                    | 24/11/2000                          | Matorral Desértico Micrófilo con Izotes                                                                                 |
| Las Flores                                | 81.32           | Estatal | Linares                                                                                           | 24/11/2000                          | Selva Baja Caducifolia                                                                                                  |
| La Trinidad                               | 132.74          | Estatal | Aramberri                                                                                         | 24/11/2000                          | Matorral Desértico Micrófilo con Izotes                                                                                 |
| La Purísima (Bosque de Cupressus)         | 17.60           | Estatal | Iturbide                                                                                          | 24/11/2000                          | Bosque de Cupressus |
| La Purísima (Bosque de Abies)             | 843.53          | Estatal | Iturbide                                                                                          | 24/11/2000                          | Bosque de Quercus-Pinus Bosque de Abies                                                                                 |
| El refugio de Apanaco                     | 830.59          | Estatal | Dr. Arroyo                                                                                        | 24/11/2000                          | Mezquital |
| Cerro La Mota                             | 9,422.66        | Estatal | García, Santa Catarina                                                                            | 24/11/2000                          | Matorral desértico rosetófilo, Matorral Submontano, Matorral Desértico Micrófilo                                        |
| Cerro El Topo                             | 1,101.16        | Estatal | Escobedo, San Nicolás, Monterrey                                                                  | 24/11/2000                          | Matorral Submontano, Matorral desértico rosetófilo                                                                      |
| Cerro El Potosí                           | 981.01          | Estatal | Galeana                                                                                           | 24/11/2000                          | Pradera Alpina, Matorral de Coníferas, Bosque de Pinus                                                                  |
| Cerro El Peñón                            | 102.23          | Estatal | Dr. González, Marín                                                                               | 24/11/2000                          | Bosque de Quercus |
| Cañón Pino del Campo                      | 2,553.94        | Estatal | Mier y Noriega                                                                                    | 24/11/2000                          | Chaparral, Bosque de Pinus cembroides                                                                                   |
| Baño de San Ignacio                       | 4,234.74        | Estatal | Linares                                                                                           | 24/11/2000                          | Matorral Espinoso Tamaulipeco                                                                                           |
| Acuña                                     | 1,229.48        | Estatal | Dr. Arroyo                                                                                        | 24/11/2000                          | Matorral Desértico Micrófilo - Subinerme con Izotes                                                                     |
| Sierra Picachos                           | 175,305.04      | Estatal | Marín, Cerralvo, Higueras, Agualeguas, Salinas Victoria, Sabinas Hidalgo, Doctor González, Zuazua | 24/11/2000 modificación: 22/09/2021 | Bosque de Pinus, Matorral Submontano                                                                                    |
| Llano La Soledad (Perritos)               | 7,604.02        | Estatal | Galeana                                                                                           | 01/01/2002                          | Pastizal Gipsófilo, Matorral Desértico Micrófilo                                                                        |
| La Trinidad (Perritos)                    | 3,283.32        | Estatal | Galeana                                                                                           | 01/01/2002                          | Pastizal Gipsófilo, Matorral Desértico Micrófilo                                                                        |
| La Hediondilla (Perritos)                 | 4,378.48        | Estatal | Galeana                                                                                           | 01/01/2002                          | Vegetación Halófila |
| Cerro del Obispado                        | 18.39           | Estatal | Monterrey                                                                                         | 14/06/2005                          | Matorral desértico y submontano                                                                                         |
| Parque Lineal Río Santa Catarina          | 677.36          | Estatal | Santa Catarina, Monterrey, San Pedro, Guadalupe, Juárez                                           | 11/09/2008                          | Vegetación riparia |
| Nuevo Parque Ecológico La Pastora         | 143.79          | Estatal | Guadalupe                                                                                         | 27/03/2009                          | Bosque de encino, matorral submontano                                                                                   |
| Parque Nacional Cumbres de Monterrey 2000 | 177,395.98      | Federal | Santa Catarina, Santiago, Allende, García, Monterrey, San Pedro, Montemorelos, Rayones            | 24/11/2000                          | ND |
| Monumento Natural Cerro de la Silla       | 6,045.50        | Federal | Guadalupe, Monterrey, Juárez                                                                      | 26/04/1991                          | ND |
| Parque Nacional El Sabinal                | 8.00            | Federal | Cerralvo                                                                                          | 28/08/1938                          | ND |